# Студитский, Александр Ефимович
Александр Ефимович Студитский (также Студицкий, 20 ноября (2 декабря) 1818 — 23 мая (4 июня) 1861) — русский журналист и переводчик, автор учебников по русской грамматике, сотрудник «Москвитянина».
Родился 20 ноября (2 декабря) 1818 года в селе Здоровцево (Романово-Борисоглебский уезд, ныне Тутаевский район) в семье священника.
Окончил Ярославскую духовную семинарию. С 1835 года учился на медицинском факультете Московского университета, откуда в 1838 году перешёл на историко-филологическое отделение философского факультета. Окончил курс в 1842 году, с декабря 1843 года работал корректором в университетской типографии.
В конце 1830-х—начале 1840-х входил в кружок Аполлона Григорьева вместе с Фетом и Полонским, которые упоминают его в воспоминаниях. Печатал главным образом статьи литературно-критического и библиографического характера. Сотрудничал в «Москвитянине»  в (1842—1855 гг.; исполнял обязанности редактора в 1842 и 1846 годах). Издал несколько учебных руководств: «Начальные основания русской этимологии» (М., 1844), «Начальные основания русского синтаксиса» (М.: Унив. тип., 1845. — 16 с.), «Лексикология русского языка» (М.: Унив. тип., 1845. — 31 с.), «Опыт арифметического решения некоторых астрономических вопросов» (М.: тип. Л. Степановой, 1854. — 39 с.). Переводил сонеты Шекспира и поэмы Байрона.
Умер в бедности 23 мая (4 июня) 1861 года.